# 喬納森·邦德
喬納森·邦德（英語：Jonathan Henry Bond；1993年5月19日—）是英國的一位足球運動員。在場上司職守門員。他出身於沃特福德青訓系統，曾被外借至多個球隊。2021年1月由英超俱樂部西布罗姆维奇轉投洛杉磯銀河。現效力於美國職業足球大聯盟球隊侯斯頓戴拿模。他曾代表威爾士U17和U19國家隊參加比賽，後代表英格蘭U21參加國際賽。

## 外部連結
- 足球数据库：喬納森·邦德的球员统计数据
- Football Association profile（页面存档备份，存于）